# Infinity, Inc.
La Infinity, Inc. è un gruppo di supereroi dei fumetti nell'Universo DC, prevalentemente composto da adolescenti ed eredi della Justice Society of America, rendendo il gruppo analogo ai Teen Titans, a loro volta composti dalle spalle degli eroi della Justice League of America. Creata da Roy Thomas, Jerry Ordway e Mike Machlan, comparve per la prima volta in All-Star Squadron n. 25 (settembre 1983). All-Star Squadron è anche il nome della serie a fumetti del gruppo, che cominciò ad essere pubblicata dal n. 1 (marzo 1984) fino al n. 53 (giugno 1988).

## Storia editoriale
Roy Thomas e sua moglie Dann scrissero la serie durante la sua uscita (1984-1988). Artisti che collaborarono alla serie includono Jerry Ordway, Don Newton, Todd McFarlane, Vince Argodezzi e Michael Bair.
Il gruppo fu organizzato da Sylvester Pemberton, lo Star-Spangled Kid originale in Infinity, Inc. (vol. 1) n. 1 (1984), quando ad un numero di protetti della Justice Society of America fu negata l'adesione al gruppo di supereroi. Quindi, formarono un loro gruppo, ed i membri della Infinity, Inc. furono conosciuti come Infinitors.
La serie terminò nel 1988 con il decesso di Star-Spangled Kid (conosciuto all'epoca sotto il nome di Skyman), e presumibilmente il gruppo si sciolse poco dopo. Molti dei membri ebbero dei ruoli di supporto nelle altre serie di fumetti. Fury ebbe un ruolo essenziale in The Sandman e fu la madre di Daniel. Hourman, Nuklon (come Atom Smasher), Silver Scarab (come Dottor Fate) e Power Girl si unirono infine all'incarnazione del XXI secolo della Justice Society.
Originariamente, la serie era ambientata nel mondo parallelo di Terra-2, ma nel 1986 si fuse con il resto della continuità della DC dopo Crisi sulle Terre infinite. Da lì in poi, condivisero il loro posto di supereroi di Los Angeles con il super gruppo di The Outsiders, e vennero inseriti nel crossover di The New Teen Titans.

## Biografia della squadra

### Infinity, Inc(vol. 1, 1984-1988)

#### Formazione
Hector Hall, Lyta Trevor, Norda Cantrell e Albert Rothstein decisero di adottare delle identità inventate da loro per essere ammessi nella JSA. Adottarono rispettivamente i nomi in codice di Silver Scarab, Fury, Northwind e Nuklon. Non ammessi, ma non volendosi arrendere, i quattro si allearono con Jennifer-Lynn Hayden (Jade) e Todd Rice, i figli di Alan Scott.
Empatizzando con i ragazzi, Star-Spangled Kid decise di abbandonare la JSA al fine di creare un nuovo gruppo, di cui fecero parte anche Power Girl, Cacciatrice e Brainwave Jr., chiamandosi Infinity, Inc.
La squadra si scontrò per la prima volta contro la Justice Society, tramutata in malvagia dal Flusso di Spietatezza, frutto di Ultra-Humanite. Riuscirono a sconfiggere la JSA e Ultra-Humanite salvando il mondo. In una conferenza stampa (per attirare l'attenzione dei media sul nuovo gruppo di eroi), la squadra divulgò pubblicamente le loro identità segrete, alcuni di loro rivelandosi ai propri genitori, e Hector annunciò il suo fidanzamento con Lyta. Star-Spangled Kid riuscì a formare un'alleanza con la città di Los Angeles per fare commissionare la sua squadra come i suoi protettori, e utilizzò l'acquisto della proprietà di uno studio televisivo per rivitalizzarne la produzione di film.

#### Helix
Fury fu rapita in un tentativo di estorsione dai criminali conosciuti come Helix, tutti prodotti della manipolazione genetica in provetta dello scienziato pazzo noto come Dottor Love. I membri originali erano Arak the Wind-walker, Baby Boom, Kritter, Mister Bones, Penny Dreadful e Tao Jones. Furono tutti catturati dagli Infinitors ma riuscirono a scappare.
Successivamente, il secondo Wildcat (Yolanda Montez) seppe di essere la cugina di uno dei membri degli Helix, Carcharo, e che entrambi erano il frutto degli esperimenti genetici comuni agli Helix. I due gruppi si batterono fino ad una situazione di stallo; Mister Bones fu arrestato ma gli altri riuscirono a fuggire.

#### Crisi sulle Terre Infinite
Il team fu coinvolto nel crossover Crisi sulle Terre Infinite, da cui infine risultarono tre nuovi supereroi: Yolanda Montez nei panni di Wildcat, Rick Tyler divenne il nuovo Hourman e 
Beth Chapel prese il posto di Dottor Mid-Nite; tutti e tre si unirono alla Infinity, Inc. e la Crisi ebbe seri cambiamenti per tutti e tre.
In questo nuovo universo, non esistendo più Superman, Batman e Wonder Woman di Terra Due, i personaggi di Fury, Power Girl e Cacciatrice non potevano più essere imparentati con loro, di conseguenza, il loro legame con la Justice Society fu eliminato.
Un altro risultato della Crisi riguardò i genitori degli altri Infinitors ed i loro mentori della Justice Society of America, che furono espulsi dalla proprietà della DC per motivi editoriali, e la Society fu esiliata in una dimensione dove combattevano costantemente contro le malvagie insidie di Ragnarǫk.

#### La Saga di Silver Scarab
Anche con tutti i suoi amici della Infinity, Inc, Hector Hall lasciò il gruppo dopo una rottura con Lyta, poco dopo aver saputo che la Society se ne era apparentemente andata. Gli altri membri andarono in giro mettendo a conoscenza mogli e parenti dei membri della JSA della scomparsa dei loro cari. Anche un certo Professor James Rock contattò Hector, ma si supponeva che il vero James Rock fosse morto da tempo. Viaggiando fino alla Casa degli Hall, Northwind intendeva confrontarsi con Hector, solo per scoprire che si trovava sotto la manipolazione di Hath-Set.
Hector rapì Fury, e lui e Hath-Set scoprirono l'Occhio di Ra, un'arma antica e potente. Northwind ritornò e guidò la Infinity, Inc. in un ultimo confronto con Silver Scarab alla casa degli Hall, che, quando finì bruciata, rivelò all'interno una piramide senza tetto. Mentre Northwind se la vedeva contro Silver Scarab in un duello, Nuklon riuscì a salvare Fury.
L'Occhio di Ra negò il controllo di Silver Scarab e volò via. Agli occhi del dio egizio della morte Seketh, Silver Scarab non era abbastanza puro, ma la purezza del cuore di Hector viveva nel figlio che aspettava con Lyta. Tuttavia non era completamente purificato della sua bontà e Silver Scarab fu gettato via dal potere dell'Occhio, e l'armatura di Metallo Nth fu un guscio vuoto. Northwind riuscì a chiudere l'Occhio di Ra, mentre Hath-Set fuggì. La Infinity, Inc. pianse la perdita di Hector, e Northwind e Fury lasciarono il gruppo dopo il funerale.

#### Morte in famiglia
Durante il matrimonio tra Hectori e Lyta Trevor Hall, Harlequin (Marcie Cooper) utilizzò l'inganno per far incontrare Bones e Skyman nella tana di Solomon Grundy.
Quindi ingannò Solomon Grundy prendendo il braccio di Bones e utilizzando per uccidere Skyman con il tocco al cianuro. Infuriato, Bones lasciò l'Infinity, Inc, per allearsi con gli Helix. Dottor Love riuscì a prendere il controllo degli Helix e ordinò loro di uccidere Bones, ma questi si rivoltarono a Love uccidendo lui, invece. Gli Helix se ne andarono, quindi, in ribrezzo, dicendo però a Bones che lui non faceva più parte del gruppo. Gli Infinitors, però, fecero di Bones un membro a tempo pieno del gruppo.
Dopo di ciò, gli Infinitors decisero di continuare le attività del gruppo in memoria di Skyman, ma tuttavia decisero di sciogliersi brevemente poco tempo dopo.

### Crisi Infinita
Una versione originale post-Crisi Infinita della Infinity, Inc, comparve in Justice Society of America Annual n. 1 nel 2008, e fu conosciuta come la Justice Society Infinity dopo essersi fusa con la Justice Society del loro mondo. La versione di Silver Scarab, Fury, Jade e Northwind di Terra-2 ne sono i membri, ma la loro Lanterna Verde (Alan Scott) è morta.

### JSA: Black Reign
L'Infinity, Inc. stava per riformarsi quando Brainwave (schiavo di Mr.Mind), Atom Smasher e Northwind, insieme a Nemesis ed Eclipso, furono l'armata di Black Adam in Kahndaq. Black Adam menzionò in un monologo interno che aveva già intenzione di reclutare Power Girl nel gruppo, rafforzando ulteriormente i legami della Infinity, Inc.

### 52
Dopo Crisi Infinita, Lex Luthor, dopo aver ripulito il suo nome, riemerse come legittimo noto uomo d'affari che offriva una terapia a base di metagene, chiamato Progetto Everyman che faceva sì che le persone comuni sviluppassero dei superpoteri. La terapia generò sei esemplari perfetti, a cui Luthor diede le identità ottenute dalla Pemberton Estate. Chiamando il suo nuovo team Infinity, Inc., creò Starlight (Natasha Irons, leader della squadra), un nuovo Nuklon, un Fury maschile, un nuovo Skyman, il mutaforma Everyman e il velocista ribelle Trajectory.
Sconosciuto al gruppo, Luthor era capace di "spegnere" ogni potere della supersquadra in ogni momento, come fece con Trajectory, causandone la morte.
Trajectory fu successivamente rimpiazzata da Matrice, una modella pin-up che aveva mostrato le abilità di invisibilità e forza super umana, similmente alla Matrice originale.
Un nuovo membro, una nuova Jade, con poteri basati sulle piante, debuttò nel team nel Giorno del Ringraziamento. Questo portò la squadra ad essere attaccata da un Obsidian visibilmente arrabbiato, fratello della Jade originale, che morì di recente. A far terminare lo scontro intervenne Alan Scott. La Infinity, Inc. affermò, quindi, che i vecchi supereroi sarebbero stati rimpiazzati presto.
Questa versione della Infinity, Inc. ebbe numerose comparse nei media locali, agendo sia come campagna pubblicitaria per il "Progetto Everyman", che come sistema di controllo contro i metaumani criminali venuti fuori dal Progetto stesso.
Natasha cominciò a raccogliere delle prove contro Luthor ed il "Progetto Everyman" per John Henry Irons e chiamò Skyman per farsi aiutare. Skyman fu successivamente ucciso da Everyman, che assunse quindi la sua identità, e rivelò il doppio gioco di Natasha a Luthor. Luthor catturò Natasha e la utilizzò come esca per fare uscire Acciaio e fargli ammettere che aveva utilizzato la terapia dell'exo-gene su sé stesso e che ora possedeva tutti i poteri di Superman. Facendosi aiutare dai Teen Titans, Acciaio tempestò la LexCorp per salvare Natasha.
I Titans si occuparono di Nuklon, mentre John Henry Irons se la vedeva da solo contro Everyman e Luthor. Luthor riuscì a ferire Acciaio gravemente e lo impalò con il suo stesso martello, prima che Natasha riuscisse ad eliminare l'exo-gene di Luthor con un impulso magnetico fuori uscito dal martello di Acciaio. Successivamente, i membri rimanenti dell'Infinity, Inc., insieme a Mercy, la bodyguard di Luthor, furono presi in custodia, mentre John Henry e Natasha si riunirono.
In 52 Settimana 50, giorno sei, Nuklon, Jade, Matrice e Fury furono visti tra gli eroi durante la Terza Guerra Mondiale. Alan Scott chiese loro di aiutarlo nella spinta finale contro Black Adam, solo per sentirli rifiutare e scappare dalla battaglia.

### Infinity Inc.(vol. 2, 2007 - 2008)
Dan DiDio rivelò al pannello della DC Nation a Los Angeles che la serie in pubblicazione dell'Infinity, Inc. avrebbe debuttato nel settembre 2007 con John Henry Irons come protagonista. Il fumetto sarebbe stato scritto da Peter Milligan ed illustrato da Max Fiumara.
Il primo numero si concentrò su Natasha Irons (ex Starlight), Erik Storn (ex Fury), e Gerome McKenna (ex Nuklon), un anno dopo la fine del "Progetto Everyman". Natasha viveva con suo zio ed era in psicoterapia con Erik, che si riferiva ad essa come alla "nostra nuova religione", e Gerome. Un altro paziente a lungo termine, il teenager Dale Smith, attaccò il terapista e utilizzò i suoi poteri come un vampiro psichico. Smith prese il nome di "Kid Empty". Apparentemente, un effetto collaterale della terapia all'exo-gene era che una volta che l'exo-gene veniva soppresso, le energie rilasciate dalla terapia restavano, facendo manifestare il metagene in un modo completamente diverso. Come risultato, Natasha si ritrovò trasformata in un essere simile alla nebbia, McKenna ottenne l'abilità di duplicarsi, e Storn ottenne, un potente, e presuntuoso alter ego femminile. Il gruppo ottenne dei nuovi membri nelle persone di Mercy Graves e Lucia, un soggetto del "Progetto Everyman" che poteva infliggere psichicamente il dolore agli altri. Nel n. 8, il gruppo ottenne ufficialmente dei costumi e dei nomi in codice, ed ebbero la loro prima missione.
Nel n. 10, Mercy ammise di non essere pronta a fare parte della squadra, e se ne andò. Nel n. 11 cominciò una storia di due numeri che aveva a che fare con il Dark Side Club.
Desaad, sotto l'identità falsa di "Dottor Bud Fogel", manipolò segretamente McKenna coltivando una terza personalità creata negli istinit di base e primordiali della sua mente, e promettendole l'opportunità di prendere il pieno controllo.
Quando il pezzo della personalità di McKenna riuscì a controllare l'intero corpo, gli Infinitors tentarono di fermarlo.
Tuttavia, il piano si rivelò essere una trappola. Il duplicato ferì fatalmente McKenna nel tentativo di prendere il controllo dels uo corpo, ma scomparve quando McKenna si indebolì. Gli altri soggetti furono intrappolati in una macchina disegnata per portare via i poteri degli Everymen rimanenti senza attivare il loro metagene. Desaad ammise di essere stato spinto a questo comportamento a causa degli Everymen, che anche dopo essere stati tramutati in metaumani, erano introvabili dagli uomini di Darkseid, e che potevano giocare un ruolo importante durante la Crisi finale.
Come effetto collaterale della macchina, gli Infinitors svanirono. Acciaio, che arrivò tardi, giurò che sarebbe andato alla ricerca di Natasha.
Ricomparvero brevemente nel terzo numero della miniserie Terror Titans, imprigionati da Desaad. Verso la fine della serie, una Miss Martian sotto copertura liberò gli Irons dalla loro prigionia nel quartier generale dei Terror Titans, facendoli fuggire.

## Membri

### Infinity, Inc.

#### La Garro e Sandy il Ragazzo d'Oro
Nel materiale promozionale per la nuova serie di Infinity, Inc. comparsa in All-Star Squadron n. 28, una figura simile a Catwoman, che cavalcava quello che sembrava un gatto-ciclo, comparve al fianco della Infinity, Inc. Una scritta si riferì a lei come a "La Garro". Lei, tuttavia, non comparve in nessuna delle loro avventure, o nei fumetti sotto il loro nome. Fu successivamente sviluppata all'interno degli Infinitors futuri, come la seconda Wildcat (Yolanda Montez).
Anche a Sandy Hawkins alias Sandy il Ragazzo d'Oro, spalla di Sandman (Wesley Dodds), ci si riferì come membro, ma non finì per unirsi al gruppo. Roy Thomas giocò brevemente con l'idea di fornirgli dei superpoteri basati sul tempo di Sandy come mostro di sabbia ma fu abbandonato poiché Thomas e altri credevano che sarebbe finito come il Sandman della Marvel Comics. Questo ebbe più avanti il potenziale di confondere una situazione che sarebbe stata un po' meno irritante tra la DC Comics e la Marvel per un po'. Fu deciso, infine, che con il cast a pieno Sandy poteva essere un personaggio che non sarebbe stato inserito nel gruppo.

### Crisi sulle Terre Infinite
Dopo gli eventi della Crisi, il Superman, il Batman e la Wonder Woman della Golden Age non esistevano più. Questo ebbe degli effetti su tre particolari Infinitors:
- Fury rimase nella Infinity, Inc., ma fu retroattivamente connessa come la figlia della "Fury della Golden Age" e che fu cresciuta dall'eroina degli anni quaranta, Miss America.
- Cacciatrice fu uccisa in Crisi sulle Terre Infinite n. 12 e fu tolta dall'esistenza. Post-Crisi, comparve una nuova Cacciatrice senza alcuna apparente connessione con Batman. Le sue nuove origini furono giudicate troppo diverse per essere considerata un'Infinitor, e per questo venne esclusa dalla Infinity, Inc.
- Le origini di Power Girl furono retroattivamente connesse così che ora era diventata la nipote di Arion di Atlantide e fu inviata nel futuro. Fu sempre considerata una Infinitor, e le sue origini iniziali come kryptoniana della realtà alternativa di Terra-2 e cugina di Superman furono ricostituite.

### Alleati
- Pat Dugan, ex Stripesy, era il meccanico della squadra.
- Solomon Grundy, agiva da protettore di Jade.